# Adolf Pauli
Adolf Pauli (* 9. November 1860 in Bremen; † 20. März 1947 in Hindelang) war ein deutscher Diplomat im Deutschen Kaiserreich und in der Frühphase der Weimarer Republik. Von 1910 bis 1917 diente er vor allem als Gesandter in südamerikanischen Staaten.

## Leben
Paulis Eltern waren der Bürgermeister von Bremen und langjährige Bevollmächtigte zum Bundesrat Alfred Dominicus Pauli (1827–1915) und dessen Ehefrau Emilie Luise geb. Albers. Adolf Pauli besuchte das Alte Gymnasium (Bremen) in Bremen bis 1880 und studierte anschließend in Freiburg, Straßburg und Leipzig Rechtswissenschaft. 1881/82 diente er als Einjährig-Freiwilliger und stieg bis 1888 zum Sekonde Lieutenant auf. Er wurde Mitglied des Corps Hasso-Borussia Freiburg (1881) und des Corps Rhenania Straßburg (1882). Er war als Referendar in der Bremer Verwaltung tätig und legte dort sein Assessorexamen ab. 
Als promovierter Jurist wechselte Pauli 1891 in die konsularische Laufbahn des Auswärtigen Dienstes des Deutschen Reiches in Berlin. Zunächst war er als außeretatmäßiger Expedient in der Abteilung III (Recht) beschäftigt, wechselte 1892 in die Abteilung II (Handel) und 1893 in die Abteilung IB (Personal und Verwaltung). 1894 wurde er schließlich kommissarischer Leiter des deutschen Konsulats in Le Havre. Am 7. Mai 1894 wurde er an die Botschaft in London und von dort 1895, mit dem Charakter eines Vizekonsuls, in das deutsche Konsulat in Sansibar versetzt. 1896 wurde er Vizekonsul in Kapstadt. Nach diesen erschöpfenden Versetzungen binnen weniger Jahre wurde Pauli ein längerer Urlaub gewährt. Gleichzeitig wurde er zurück nach Berlin beordert und im Auswärtigen Amt in der Abteilung II untergebracht. Damit verbunden waren zügige Beförderungen zum Ständigen Hilfsarbeiter (25. Juni 1898) und der Verleihung des Charakters eines Legationsrats (14. September 1898). Am 24. Dezember 1902 wurde er schließlich zum Wirklichen Legationsrat befördert. Damit verbunden war die Übernahme des Referats für Erbrechtssachen in der Abteilung III. Schließlich wurde Pauli am 23. Dezember 1905 zum Geheimen Legationsrat befördert.
Am 3. November 1910 wurde er zum deutschen Ministerresidenten in Havanna, im Titel und Rang eines außerordentlichen Gesandten und bevollmächtigten Ministers, berufen. Diese Position nahm er bis zum Sommer 1913 wahr, allerdings mit einem sechsmonatigen Urlaub im Jahr 1912. Am 18. Juni 1913 wurde Pauli zum Gesandten in Rio de Janeiro berufen. Diese Funktion nahm er bis zum Abbruch der diplomatischen Beziehungen zwischen Deutschland und Brasilien am 11. April 1917 wahr.
Zurück in Deutschland wurde er am 30. Juli 1917 in den einstweiligen Ruhestand versetzt, aber bereits am 31. August 1917 kommissarisch mit der Leitung der Gesandtschaft in Luxemburg betraut. Ende 1917 wurde er zum Generalgouverneur für Belgien nach Brüssel versetzt und war in diesem Rahmen bis Ende 1918 (nach dem Waffenstillstand von Compiègne in der Abwicklung des Generalgouvernements in Berlin) beschäftigt. Danach war er im Wartestand.
Seit dem 25. November 1919 wurde Pauli wieder im Auswärtigen Amt als Leiter des Referats (bzw. ab Frühjahr 1920 der Abteilung VI) für die Vereinigten Staaten beschäftigt. Vom 3. Juli 1920 bis 11. September 1920 war er nur noch kommissarischer Leiter der Abteilung VI. Mit der Übernahme der Geschäfte am 20. Dezember 1920 diente Adolf Pauli bis zum 30. Juli 1924 als Gesandter in Buenos Aires. Sein Nachfolger wurde Karl Richard Gneist (1868–1939). Am 16. Dezember 1924 wurde er in den einstweiligen Ruhestand und schließlich am 24. November 1925 in den Ruhestand versetzt. Pauli blieb ledig.